# Wiślica
Wiślica ist eine Stadt im Powiat Buski der Woiwodschaft Heiligkreuz in Polen. Sie ist Sitz der gleichnamigen Stadt-und-Land-Gemeinde mit etwas mehr als 5550 Einwohnern. Die Stadt hat etwa 500 Einwohner.
Das 2018 wieder zur Stadt erhobene Wiślica war im 14. bis 16. Jahrhundert eine Stadt von landesweiter Bedeutung.

## Geografie

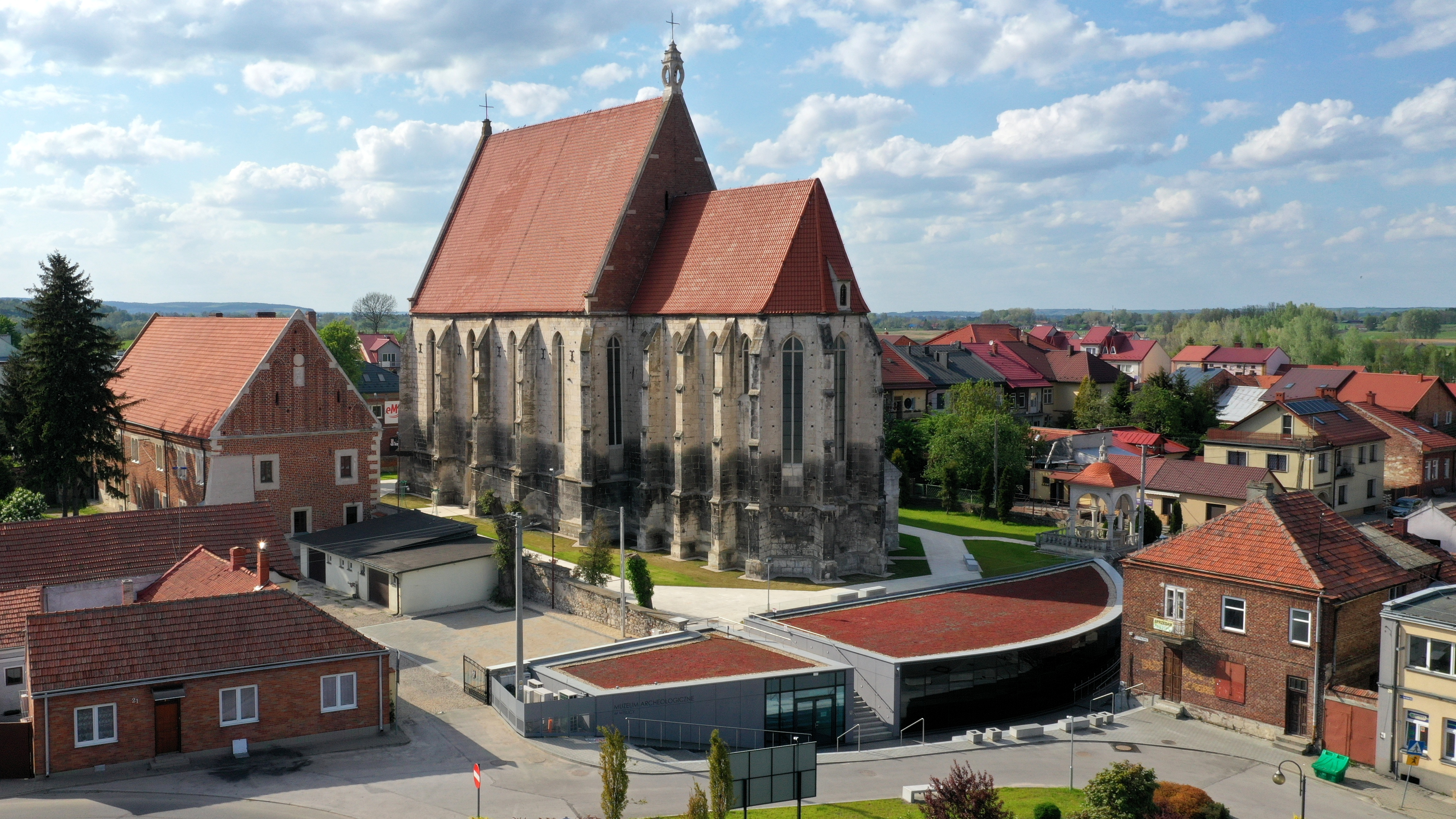
Zentrum

Wiślica liegt in der Flussniederung der Nida, fast 20 Flusskilometer oberhalb der Mündung in die in Luftlinie 10 km südöstlich vorbeifließende Weichsel. Zum Gemeindegebiet gehört ein Anteil am Landschaftsschutzpark Nidagebiet.
Zur Stadt gehören die Ortsteile Browary, Pod Bóżnicą und Zielonki.

## Geschichte

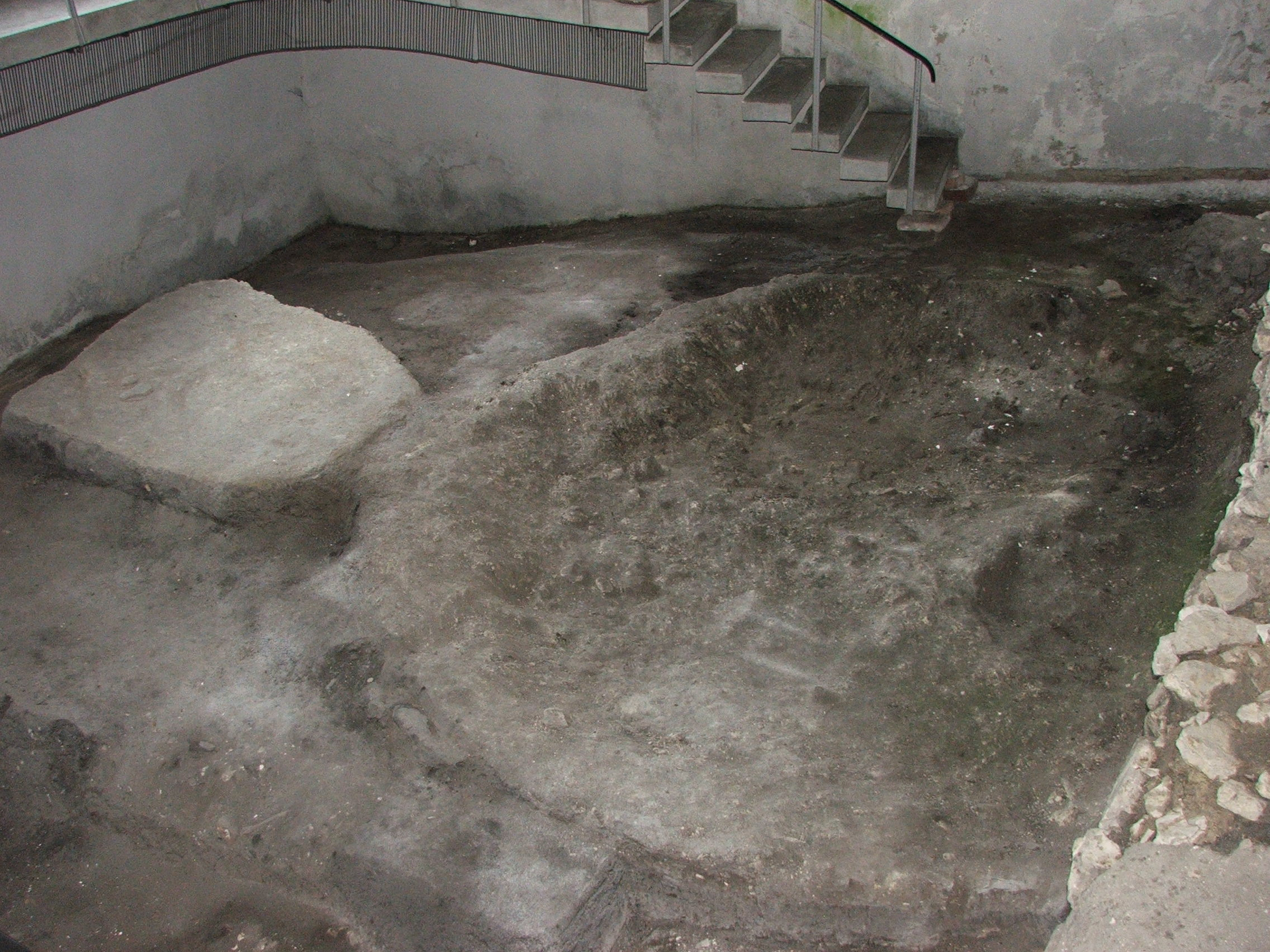
Taufbecken von Wiślica

Der Ort Wiślica besteht mindestens seit dem 9. Jahrhundert, als es – neben Krakau – eine der wichtigsten Burgwälle der Wislanen war, die nach einer Interpretation des "Lebens des heiligen Methodios" (Method von Saloniki, † 885) um 880 das Christentum angenommen haben könnten.
Um 990 kam Wiślica unter die Herrschaft der Polanen. Archäologen gruben die Fundamente einer kleinen Kirche aus dem 10. oder 11. Jahrhundert aus. Darunter fanden sie ein Taufbecken aus dem 9. Jahrhundert, das älteste in Polen. Dies würde zu den Pannonischen Legenden passen, die das Leben der Slawenapostel Kyrill und Method darstellen.

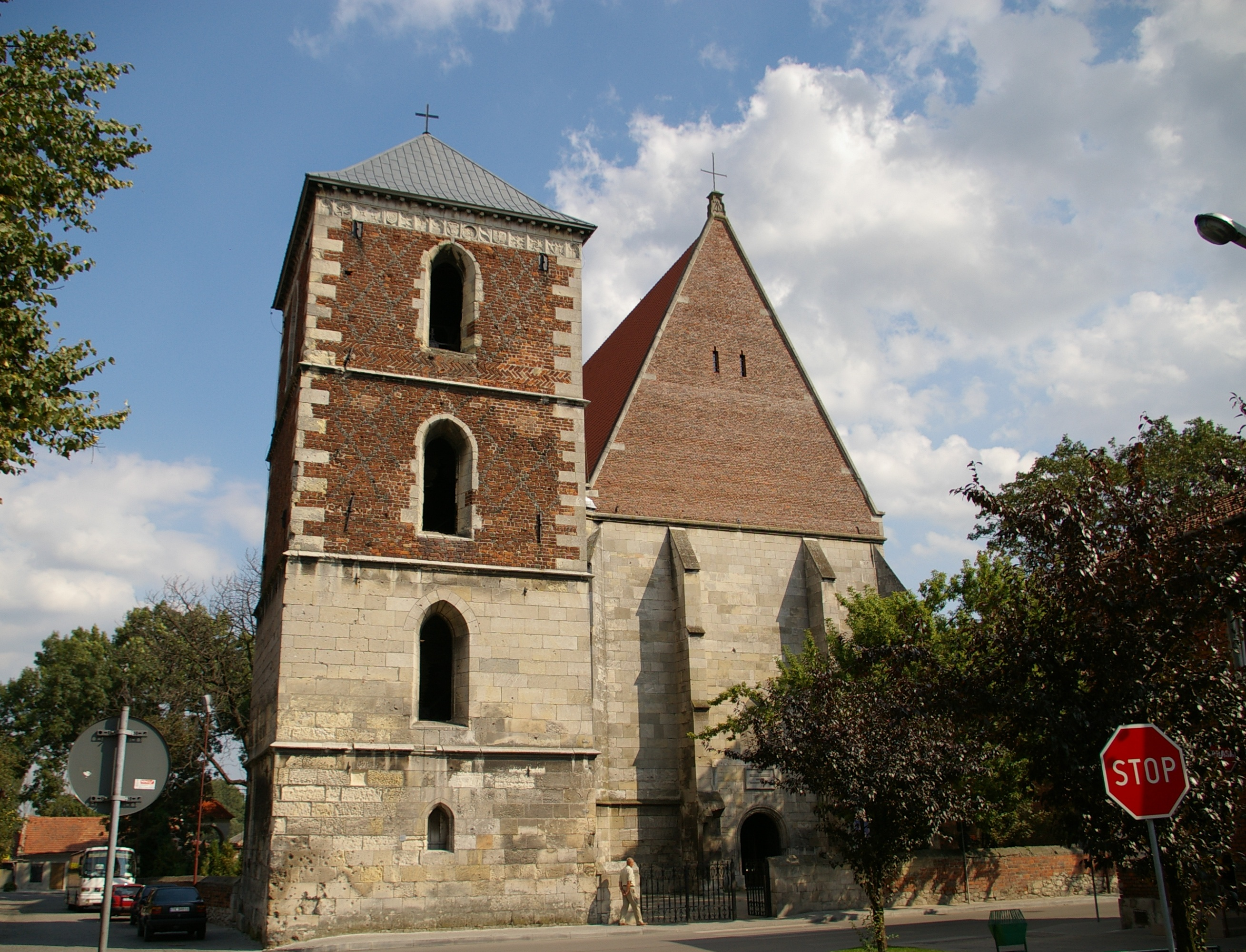
Stiftskirche

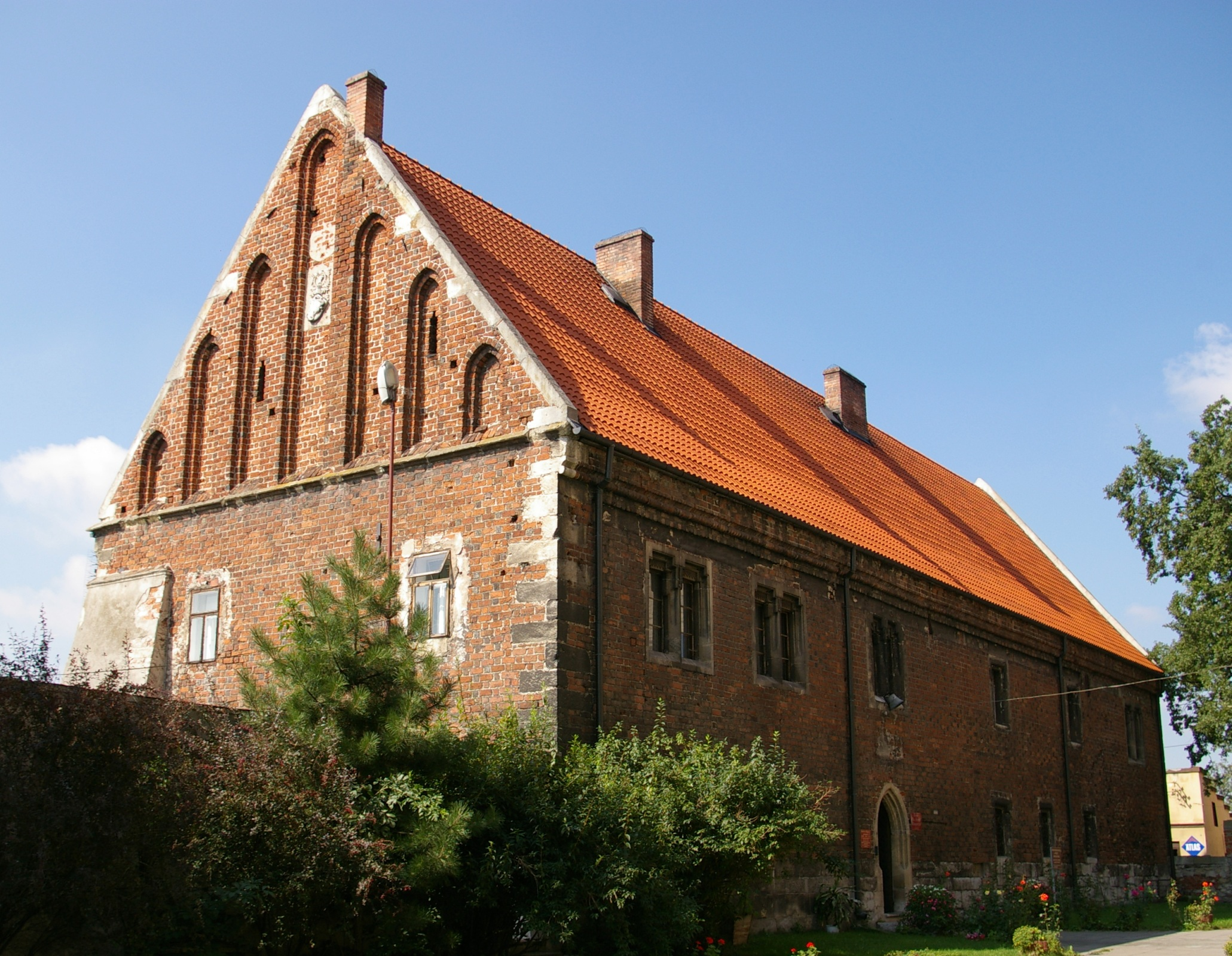
Długosz-Haus

Im 12. Jahrhundert war Wiślica ein Marktort mit Handelsbeziehungen nach Krakau und Kiew. 1135 wurde es von Ruthenen und Kyptschaken (Kumanen, Polowzern) geplündert.
Als Polen nach dem Tode Bolesław III. Schiefmunds in weitgehend unabhängige Herzogtümer zerfiel, gehörte Wiślica zum Herzogtum Sandomierz. Von 1166 bis 1173 war es jedoch unter dem späteren Seniorherzog Kasimir dem Gerechten Sitz eines eigenständigen Herzogtums. Es wurden zwei Paläste errichtet und um 1170 die erste romanische Kirche am Ort. In ihrer Krypta, heute Teil der gotischen Stiftskirche, wurde eine figurengeschmückte Grabplatte aus der Zeit zwischen 1175 und 1177 gefunden, die mit Bolesław IV. in Zusammenhang gebracht wird.
1241 wurde der Ort vollständig von den Mongolen zerstört. Anschließend wurde er Streitobjekt zwischen verschiedenen Zweigen der Piastendynastie, gehörte aber seit 1304 dauerhaft zum Herrschaftsbereich von Władysław I. Ellenlang und seinen Nachfolgern auf dem polnischen Thron. 1326 erhielt Wiślica die Stadtrechte.
Kasimir der Große verkündete 1347 hier den Statut von Wiślica, das erste umfassende polnische Gesetzeswerk.
Unter seiner Regierung erhielt die Stadt eine Ummauerung mit drei Toren und den dritten, noch heute erhaltenen Bau der Stiftskirche. In der Nähe der Stadt ließ er sich ein kleines Schloss bauen.
Nach dem Tod Ludwigs von Ungarn trat in Wiślica eine Versammlung des kleinpolnischen Adels zusammen. Im 15. Jahrhundert tagte das Regionalparlament (Sejmik) von Kleinpolen teils in Wiślica, teils in Nowy Korczyn. Wiślica hatte zwölf Zünfte und erhielt vom König die Erlaubnis zum Bau einer Wasserleitung.
Der als Historiker bekannt gewordene Jan Długosz gab hier den Jagiellonenprinzen Schulunterricht.
Gegen Ende des 16. Jahrhunderts wurde die Stadt von Feuersbrünsten, Überschwemmungen und Seuchen heimgesucht. Vollendet wurde der Niedergang im Polnisch-Schwedischen Krieg mit der Zerstörung der Stadt durch Georg II. Rákóczi von Siebenbürgen. Hundert Jahre später, 1766, wurde die Burg zerstört, 1820 zwei der drei Stadtkirchen. Seit der dritten polnischen Teilung von 1795 gehörte die Stadt zu Österreich, seit dem Wiener Kongress 1815 zu Kongresspolen. Nach der Niederschlagung des Januaraufstandes von 1863/64 wurden Wiślica 1869, gültig zum 13. Januar 1870, die Stadtrechte entzogen. Gegen Ende des Jahrhunderts wurden die Stadtmauern abgerissen.
Im Ersten Weltkrieg lag der Ort, nur noch ein Dorf, 1915 im Frontbereich. Das Bombardement durch österreichische Artillerie verursachte schwere Schäden im ganzen Dorf und an der Stiftskirche, die dann in den 1920er Jahren wiederaufgebaut wurde.
Nach dem deutschen Überfall auf Polen richteten die Besatzer im Mai 1941 ein Ghetto für die jüdischen Einwohner ein, welches etwa 2200 Juden beherbergte. Am 3. Oktober 1942 wurden die Bewohner in das Ghetto in Pińczów und von dort in das Vernichtungslager Treblinka transportiert und dort ermordet.
Von 1975 bis 1998 gehörte Wiślica zur Woiwodschaft Kielce. Zum 1. Januar 2018 wurde Wiślica wieder zur Stadt erhoben. Bis zum 1. Januar 2019 war Wiślica damit nach Einwohnerzahl kleinste Stadt Polens, dann wurde es vom wieder zur Stadt erhobenen Opatowiec abgelöst.

## Gemeinde
Zur Stadt-und-Land-Gemeinde (gmina miejsko-wiejska) Wiślica gehören die Stadt und zwanzig Dörfer mit Schulzenämtern.

## Sehenswürdigkeiten

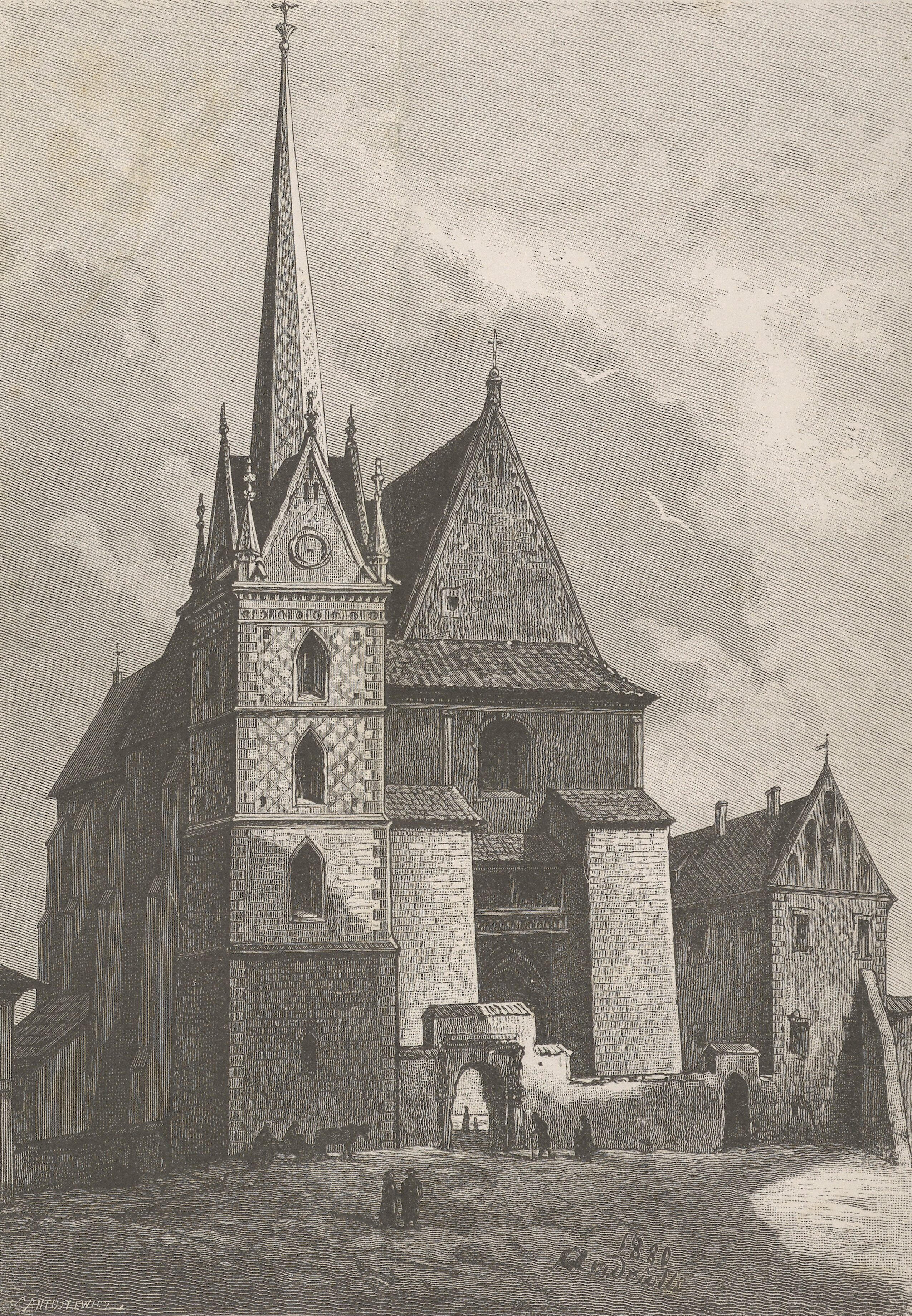
Stiftskirche und Długosz-Haus 1895

Die herausragenden Bauwerke des Ortes sind die gotische Stiftsbasilika Mariä Geburt und daneben das Haus von Jan Długosz. Darüber hinaus gibt es verschiedene archäologische Stätten.